# Samuelu Teo
Samuelu Penitala Teo est un homme politique tuvaluan. Il est le fils de Sir Fiatau Penitala Teo qui a été nommé premier gouverneur général des Tuvalu (1978-1986) après l'indépendance vis-à-vis du Royaume-Uni. Samuelu Teo lui-même a été gouverneur général par intérim des Tuvalu de janvier 2021 au 28 septembre 2021. Il avait succédé au poste de gouverneur général par intérim à Teniku Talesi Honolulu et est resté en fonction jusqu'à la nomination du révérend Tofiga Vaevalu Falani qui a prêté serment en tant que 10e gouverneur général en septembre 2021.
Il a été élu pour la première fois au Parlement des Tuvalu lors des élections législatives de 1998 pour représenter la circonscription de Niutao. Il a exercé les fonctions du ministre des Travaux, de l'Énergie et des Communications dans les gouvernements menés par Ionatana Ionatana (1999-2000) et Lagitupu Tuilimu (2000-2001). Il a été ministre des Ressources naturelles dans les gouvernements dirigés par Faimalaga Luka (2001) et Koloa Talake (2001-2002). Il a été réélu aux élections législatives de 2002, puis a perdu son siège aux élections de 2006 (en) lorsque le vote de l'électorat tuvaluan a abouti à l'élection de huit nouveaux députés sur les quinze membres du Parlement.
Samuelu Teo a de nouveau été élu pour représenter Niutao aux élections législatives de 2015. Le scrutin de 2015 a été fortement disputée avec six candidats dont les deux députés sortants (Vete Sakaio (en) et Fauoa Maani (en)) et trois anciens députés (Sir Tomu Sione, Tavau Teii (en) et Samuelu Teo).
À la suite des élections législatives de 2019, les députés ont élu Kausea Natano (représentant de Funafuti) au poste de Premier ministre et Samuelu Teo a été élu président du Parlement des Tuvalu le 20 septembre 2019. Il est battu pr son frère Feleti Teo dans sa circonscription aux élections législatives de janvier 2024. Feleti Teo, ancien procureur général des Tuvalu, devient alors Premier ministre.